# División de Honor B de rugby 2023-24
La División de Honor B de rugby 2023-24 es la 26.ª edición de la segunda competición de rugby de España desde la reestructuración en 1998. El torneo es organizado por la Real Federación Española de Rugby, al igual que la máxima categoría.
Para esta temporada, la primera jornada se organizó para el 24 de septiembre, mientras que la última fecha de la categoría será el día 12 de mayo de 2024 según el calendario oficial.

## Sistema de competición
- Habrá dos fases de liga regular más unos Play-Offs.  La primera fase de esta Competición Nacional se jugará en cada grupo por sistema de liga a una vuelta todos contra todos. Finalizada dicha primera vuelta de liga regular se disputará la segunda fase en la que los 3 primeros equipos clasificados de cada uno de los grupos (9 equipos en total) competirán entre sí en una liga regular a una sola vuelta (8 jornadas) conformando un nuevo grupo llamado Élite. En esta competición (o Grupo Élite) no se tendrán en cuenta los resultados y puntos obtenidos por estos equipos en sus respectivos grupos durante la primera fase, partiendo todos ellos de cero.

- Finalizada esta segunda fase, la competición se decidirá mediante sistema de Play Off a partido único entre los 4 primeros clasificados, en dos eliminatorias. En la primera eliminatoria se enfrentarán el 1º contra el 4º y el 2º contra el 3º, disputándose el partido en el campo del equipo mejor clasificado en la segunda fase de la liga regular. La final se disputará también a partido único entre los dos vencedores de las eliminatorias anteriores, jugándose el partido en el campo del equipo mejor clasificado en la segunda fase de la liga regular.

- El equipo ganador de la final ascenderá a División de Honor en la temporada 2024/25.

- El resto de los equipos de cada grupo (A, B y C) disputarán la segunda fase mediante sistema de liga regular en sus respectivos grupos (todos contra todos) a una sola vuelta (8 jornadas en cada grupo). Los resultados y puntos conseguidos en la primera fase entre los equipos del mismo grupo se arrastrarán a la segunda fase de ese grupo. Bajarán los últimos clasificados de cada uno de los tres grupos, y los penúltimos disputarán un partido de promoción contra un equipo de categoría regional.[2]

### Sistema de puntuación
- Cada victoria suma 4 puntos.
- Cada empate suma 2 puntos.
- Cuatro ensayos en un partido suma 1 punto de bonus.
- Perder por una diferencia de siete puntos o inferior suma 1 punto de bonus.

## Equipos participantes

### Grupo A (Norte)
| Equipo                        | Ciudad            | Entrenador                                             | Estadio                              | Capacidad |
| ----------------------------- | ----------------- | ------------------------------------------------------ | ------------------------------------ | --------- |
| Getxo R. T.                   | Guecho            | Santiago Perez De Ciriza                               | Ciudad Deportiva de Fadura           | 1000      |
| Uribealdea R. K. E.           | Munguía / Plencia | Urko Peña                                              | Ardanzas Park                        | 2000      |
| Hernani C. R. E.              | Hernani           | Jean Marc Higos Patrick Polidori                       | Landare Toki                         | 1600      |
| Gesalaga Okelan Zarautz K. E. | Zarauz            | Francisco José Puertas Soto                            | Campo de rugby Asti                  | 800       |
| Gaztedi R. T.                 | Vitoria           | Miguel Ángel Beltran De Otalora Gustavo Britez Silvero | Polideportivo Parque de Gamarra      | 1000      |
| Universitario Bilbao Rugby    | Bilbao            | Mario Alejandro Barandiaran                            | Polideportivo Errekalde              | 400       |
| Grupo Intxausti Gernika R. T. | Guernica y Luno   | Gorka Argul                                            | Complejo deportivo Urbieta           | 1500      |
| AVK Bera Bera R. T.           | San Sebastián     | José María Isasa                                       | Miniestadio de Anoeta                | 1262      |
| La Única R. T.                | Pamplona          | Asier Pazos Arbizu                                     | I. D. Universidad Pública de Navarra | 500       |
| Real Oviedo Rugby             | Oviedo            | Santiago Gonzalez Taboada                              | Campo de rugby El Naranco            | 600       |
| Gijón R. C.                   | Gijón             | Agustín González Herrero                               | Las Mestas                           | 8000      |

### Grupo B (Este-Levante)
| Equipo                | Ciudad                              | Entrenador                             | Estadio                                                               | Capacidad |
| --------------------- | ----------------------------------- | -------------------------------------- | --------------------------------------------------------------------- | --------- |
| C. R. Sant Cugat      | San Cugat del Vallés (Barcelona)    | Martín Ignacio García                  | ZEM La Guinardera                                                     | 500       |
| R. C. L'Hospitalet    | Hospitalet de Llobregat (Barcelona) | Jordi Sánchez Ramírez                  | Campo de rugby Feixa Llarga                                           | 300       |
| C. N. Poble Nou       | Pueblo Nuevo (Barcelona)            | Francisco Baena Sánchez                | C. E. M. Mar Bella                                                    | 100       |
| Barcelona U. C.       | Barcelona                           | Arturo Trenzano                        | La Foixarda                                                           | 1200      |
| CEU Barcelona         | Barcelona                           | Mario Sans Aliana                      | Campo Municipal de Nou Santa Bàrbara                                  | 100       |
| Huesitos La Vila      | La Vila                             | Hernán Diego Quirelli                  | Campo de rugby El Pantano                                             | 1550      |
| CAU Valencia          | Valencia                            | Guillermo Lahoz Calvo José Terol Muñoz | Campo de rugby del Río Turia                                          | 500       |
| C. R. San Roque       | Valencia                            | Oscar Muñoz                            | Campo de rugby del Río Turia                                          | 500       |
| R. C. Valencia        | Valencia                            | Pablo Lammertyn                        | Campos de Rugby Jorge Diego Pantera, Polideportivo de Quatre Carreres | 1296      |
| Recoletas Salud Fénix | Zaragoza                            | Mauricio Molodezky                     | C. D. M. David Cañada                                                 | 1000      |
| El Toro R. C.         | Calviá                              | Marina Bravo                           | Campo de rugby Son Caliu                                              | 500       |

### Grupo C (Centro-Sur)
| Equipo                            | Ciudad                       | Entrenador                                                  | Estadio                             | Capacidad |
| --------------------------------- | ---------------------------- | ----------------------------------------------------------- | ----------------------------------- | --------- |
| C. R. Alcalá                      | Alcalá de Henares (Madrid)   | Felipe Rodríguez Fernández                                  | Estadio municipal Luisón Abad       | 500       |
| C. R. Majadahonda                 | Majadahonda (Madrid)         | José Antonio Cabanas                                        | Campo de rugby Valle del Arcipreste | 750       |
| A. D. Ing. Industriales Las Rozas | Las Rozas de Madrid (Madrid) | Wayne Gardner Mar Álvarez                                   | Campo de rugby El Cantizal          | 800       |
| Olímpico de Pozuelo R. C.         | Pozuelo de Alarcón (Madrid)  | Guillermo Álvarez                                           | Valle de las Cañas                  | 500       |
| C. D. Arquitectura                | Madrid                       | Francisco Javier Mañueco                                    | Campo de rugby Las Leonas           | 800       |
| C. R. Liceo Francés               | Madrid                       | Juan Carlos Bravo                                           | Estadio Ramon Urtubi                | 500       |
| U. R. Almería                     | Almería                      | Rafael Pizarro Montes Francisco José Gallegos               | Campo municipal de rugby Juan Rojas | 3000      |
| Jaén Rugby                        | Jaén                         | José Carlos Pérez Reche Lorenzo Mollinedo Juan Ramon Crespo | Campo de rugby Las Lagunillas       | 400       |
| C. R. Málaga                      | Málaga                       | Juan José Atorrasagasti Pedro Leiva Pérez                   | Estadio Ciudad de Málaga            | 7562      |
| C. A. R. Coanda Sevilla           | Sevilla                      | José Ignacio Moreno                                         | Polideportivo San Pablo             | 5000      |
| Extremadura C. A. R. Cáceres      | Cáceres                      | Martin Luis Rojo                                            | C. D. El Cuartillo                  | 1134      |

## Grupos

### Primera fase

#### Grupo A
|                                                                | Equipo                        | Puntos | J  | G | E | P  | TF  | TC  | DT   | EF | EC  | DE   | BO | BD |
| -------------------------------------------------------------- | ----------------------------- | ------ | -- | - | - | -- | --- | --- | ---- | -- | --- | ---- | -- | -- |
| 1                                                              | Getxo R. T.                   | 43     | 10 | 9 | 0 | 1  | 484 | 80  | 404  | 76 | 10  | 66   | 6  | 1  |
| 2                                                              | Universitario Bilbao Rugby    | 40     | 10 | 8 | 0 | 2  | 499 | 168 | 331  | 70 | 19  | 51   | 7  | 1  |
| 3                                                              | Gesalaga Okelan Zarautz K. E. | 39     | 10 | 8 | 0 | 2  | 355 | 112 | 243  | 44 | 15  | 29   | 5  | 2  |
| 4                                                              | Gernika R. T.                 | 37     | 10 | 8 | 0 | 2  | 372 | 194 | 178  | 54 | 27  | 27   | 4  | 1  |
| 5                                                              | Hernani C. R. E.              | 35     | 10 | 7 | 0 | 3  | 383 | 128 | 255  | 56 | 14  | 42   | 6  | 1  |
| 6                                                              | Gaztedi R. T.                 | 24     | 10 | 5 | 0 | 5  | 278 | 243 | 35   | 39 | 35  | 4    | 4  | 0  |
| 7                                                              | Real Oviedo Rugby             | 19     | 10 | 4 | 0 | 6  | 233 | 305 | -72  | 35 | 41  | -6   | 2  | 1  |
| 8                                                              | La Única R. T.                | 12     | 10 | 2 | 0 | 8  | 185 | 409 | -224 | 27 | 58  | -31  | 1  | 1  |
| 9                                                              | Uribealdea R. K. E.           | 11     | 10 | 2 | 0 | 8  | 130 | 357 | -227 | 15 | 53  | -38  | 1  | 0  |
| 10                                                             | AVK Bera Bera R. T.           | 8      | 10 | 1 | 0 | 9  | 156 | 340 | -184 | 22 | 49  | -27  | 1  | 3  |
| 11                                                             | Gijón R. C.                   | 0      | 10 | 0 | 0 | 10 | 27  | 766 | -739 | 3  | 120 | -117 | 0  | 0  |
| Fuente: Federación Española de Rugby; actualización automática |                               |        |    |   |   |    |     |     |      |    |     |      |    |    |

J:Jugados / G:Ganados / E:Empatados / P:Perdidos / TF:Tantos a Favor / TC:Tantos en Contra / DT:Diferencia / EF:Ensayos Favor / EC:Ensayos Contra / DE:Diferencia Ensayos / BO:Bonus Ofensivo / BD:Bonus Defensivo

#### Grupo B
|                                                                | Equipo               | Puntos | J  | G  | E | P | TF  | TC  | DT   | EF | EC | DE  | BO | BD |
| -------------------------------------------------------------- | -------------------- | ------ | -- | -- | - | - | --- | --- | ---- | -- | -- | --- | -- | -- |
| 1                                                              | Huesitos La Vila     | 46     | 10 | 10 | 0 | 0 | 380 | 135 | 245  | 56 | 14 | 42  | 6  | 0  |
| 2                                                              | R. C. Valencia       | 42     | 10 | 9  | 0 | 1 | 348 | 128 | 220  | 49 | 15 | 34  | 5  | 1  |
| 3                                                              | C. R. Sant Cugat     | 36     | 10 | 7  | 0 | 3 | 408 | 170 | 238  | 62 | 17 | 45  | 7  | 1  |
| 4                                                              | CAU Valencia         | 34     | 10 | 7  | 0 | 3 | 292 | 185 | 107  | 38 | 20 | 18  | 5  | 1  |
| 5                                                              | Fénix C. R. Zaragoza | 30     | 10 | 6  | 1 | 3 | 283 | 128 | 155  | 38 | 15 | 23  | 4  | 0  |
| 6                                                              | C. N. Poble Nou      | 24     | 10 | 5  | 0 | 5 | 234 | 249 | -15  | 29 | 34 | -5  | 3  | 1  |
| 7                                                              | Barcelona U. C.      | 15     | 10 | 3  | 0 | 7 | 212 | 305 | -93  | 26 | 43 | -17 | 2  | 1  |
| 8                                                              | R. C. L'Hospitalet   | 14     | 10 | 3  | 0 | 7 | 186 | 260 | -74  | 21 | 30 | -9  | 0  | 2  |
| 9                                                              | C. R. San Roque      | 9      | 10 | 1  | 2 | 7 | 123 | 272 | -149 | 14 | 37 | -23 | 0  | 1  |
| 10                                                             | El Toro R. C.        | 7      | 10 | 1  | 1 | 8 | 149 | 386 | -237 | 13 | 54 | -41 | 0  | 1  |
| 11                                                             | CEU Barcelona        | 6      | 10 | 1  | 0 | 9 | 109 | 506 | -397 | 12 | 79 | -67 | 0  | 2  |
| Fuente: Federación Española de Rugby; actualización automática |                      |        |    |    |   |   |     |     |      |    |    |     |    |    |

J:Jugados / G:Ganados / E:Empatados / P:Perdidos / TF:Tantos a Favor / TC:Tantos en Contra / DT:Diferencia / EF:Ensayos Favor / EC:Ensayos Contra / DE:Diferencia Ensayos / BO:Bonus Ofensivo / BD:Bonus Defensivo

#### Grupo C
|                                                                | Equipo                            | Puntos | J  | G | E | P  | TF  | TC  | DT   | EF | EC  | DE   | BO | BD |
| -------------------------------------------------------------- | --------------------------------- | ------ | -- | - | - | -- | --- | --- | ---- | -- | --- | ---- | -- | -- |
| 1                                                              | C. R. Liceo Francés               | 45     | 10 | 9 | 0 | 1  | 520 | 124 | 396  | 74 | 18  | 56   | 8  | 1  |
| 2                                                              | A. D. Ing. Industriales Las Rozas | 42     | 10 | 9 | 0 | 1  | 419 | 122 | 297  | 64 | 13  | 51   | 6  | 0  |
| 3                                                              | C. R. Málaga                      | 39     | 10 | 8 | 0 | 2  | 389 | 142 | 247  | 57 | 17  | 40   | 5  | 2  |
| 4                                                              | C. R. Majadahonda                 | 31     | 10 | 7 | 0 | 3  | 349 | 202 | 147  | 44 | 24  | 20   | 3  | 0  |
| 5                                                              | C. R. Alcalá                      | 29     | 10 | 6 | 0 | 4  | 341 | 202 | 139  | 47 | 27  | 20   | 4  | 1  |
| 6                                                              | C. A. R. Coanda Sevilla           | 24     | 10 | 5 | 0 | 5  | 239 | 233 | 6    | 35 | 31  | 4    | 3  | 1  |
| 7                                                              | U. R. Almería                     | 20     | 10 | 4 | 0 | 6  | 346 | 316 | 30   | 52 | 45  | 7    | 3  | 1  |
| 8                                                              | C. D. Arquitectura                | 17     | 10 | 3 | 0 | 7  | 225 | 380 | -155 | 30 | 54  | -24  | 2  | 3  |
| 9                                                              | Olímpico de Pozuelo R. C.         | 10     | 10 | 2 | 0 | 8  | 174 | 346 | -172 | 26 | 50  | -24  | 1  | 1  |
| 10                                                             | Jaén Rugby                        | 10     | 10 | 2 | 0 | 8  | 208 | 460 | -252 | 27 | 67  | -40  | 2  | 0  |
| 11                                                             | Extremadura C. A. R. Cáceres      | 0      | 10 | 0 | 0 | 10 | 50  | 733 | -683 | 4  | 114 | -110 | 0  | 0  |
| Fuente: Federación Española de Rugby; actualización automática |                                   |        |    |   |   |    |     |     |      |    |     |      |    |    |

J:Jugados / G:Ganados / E:Empatados / P:Perdidos / TF:Tantos a Favor / TC:Tantos en Contra / DT:Diferencia / EF:Ensayos Favor / EC:Ensayos Contra / DE:Diferencia Ensayos / BO:Bonus Ofensivo / BD:Bonus Defensivo

### Segunda fase

#### Grupo élite
|                                                                | Equipo                            | Puntos | J | G | E | P | TF  | TC  | DT   | EF | EC | DE  | BO | BD |
| -------------------------------------------------------------- | --------------------------------- | ------ | - | - | - | - | --- | --- | ---- | -- | -- | --- | -- | -- |
| 1                                                              | A. D. Ing. Industriales Las Rozas | 26     | 8 | 6 | 0 | 2 | 213 | 162 | 51   | 26 | 19 | 7   | 1  | 1  |
| 2                                                              | R. C. Valencia                    | 24     | 8 | 5 | 0 | 3 | 247 | 166 | 81   | 31 | 18 | 13  | 2  | 2  |
| 3                                                              | Huesitos La Vila                  | 24     | 8 | 5 | 0 | 3 | 231 | 155 | 76   | 33 | 17 | 16  | 3  | 1  |
| 4                                                              | C. R. Liceo Francés               | 24     | 8 | 5 | 0 | 3 | 217 | 173 | 44   | 26 | 21 | 5   | 2  | 2  |
| 5                                                              | Getxo R. T.                       | 21     | 8 | 4 | 1 | 3 | 189 | 140 | 49   | 25 | 17 | 8   | 1  | 2  |
| 6                                                              | C. R. Sant Cugat                  | 21     | 8 | 4 | 0 | 4 | 226 | 192 | 34   | 32 | 20 | 12  | 3  | 2  |
| 7                                                              | C. R. Málaga                      | 17     | 8 | 4 | 0 | 4 | 179 | 260 | -81  | 16 | 38 | -22 | 0  | 1  |
| 8                                                              | Universitario Bilbao Rugby        | 9      | 8 | 2 | 0 | 6 | 150 | 230 | -80  | 20 | 33 | -13 | 0  | 1  |
| 9                                                              | Gesalaga Okelan Zarautz K. E.     | 4      | 8 | 0 | 1 | 7 | 104 | 278 | -174 | 9  | 35 | -26 | 0  | 2  |
| Fuente: Federación Española de Rugby; actualización automática |                                   |        |   |   |   |   |     |     |      |    |    |     |    |    |

#### Grupo A
|                                                                | Equipo              | Puntos | J  | G  | E | P  | TF  | TC  | DT   | EF | EC  | DE   | BO | BD |
| -------------------------------------------------------------- | ------------------- | ------ | -- | -- | - | -- | --- | --- | ---- | -- | --- | ---- | -- | -- |
| 1                                                              | Hernani C. R. E.    | 65     | 14 | 13 | 0 | 1  | 643 | 104 | 539  | 99 | 11  | 88   | 12 | 1  |
| 2                                                              | Gernika R. T.       | 61     | 14 | 13 | 0 | 1  | 622 | 232 | 390  | 97 | 33  | 64   | 9  | 0  |
| 3                                                              | Gaztedi R. T.       | 49     | 14 | 10 | 0 | 4  | 460 | 221 | 239  | 68 | 34  | 34   | 8  | 1  |
| 4                                                              | Real Oviedo Rugby   | 37     | 14 | 8  | 0 | 6  | 380 | 269 | 111  | 55 | 36  | 19   | 4  | 1  |
| 5                                                              | La Única R. T.      | 27     | 14 | 5  | 1 | 8  | 317 | 376 | -59  | 46 | 53  | -7   | 3  | 2  |
| 6                                                              | Uribealdea R. K. E. | 20     | 14 | 4  | 1 | 9  | 235 | 420 | -185 | 27 | 65  | -38  | 2  | 0  |
| 7                                                              | AVK Bera Bera R. T. | 13     | 14 | 2  | 0 | 12 | 183 | 419 | -236 | 26 | 56  | -30  | 1  | 4  |
| 8                                                              | Gijón R. C.         | 1      | 14 | 0  | 0 | 14 | 43  | 842 | -799 | 4  | 134 | -130 | 0  | 1  |
| Fuente: Federación Española de Rugby; actualización automática |                     |        |    |    |   |    |     |     |      |    |     |      |    |    |

#### Grupo B
|                                                                | Equipo               | Puntos | J  | G  | E | P  | TF  | TC  | DT   | EF | EC | DE  | BO | BD |
| -------------------------------------------------------------- | -------------------- | ------ | -- | -- | - | -- | --- | --- | ---- | -- | -- | --- | -- | -- |
| 1                                                              | CAU Valencia         | 61     | 14 | 13 | 0 | 1  | 507 | 199 | 308  | 72 | 20 | 52  | 8  | 1  |
| 2                                                              | Fénix C. R. Zaragoza | 57     | 14 | 12 | 1 | 1  | 505 | 175 | 330  | 70 | 24 | 46  | 7  | 0  |
| 3                                                              | C. N. Poble Nou      | 40     | 14 | 8  | 0 | 6  | 382 | 264 | 118  | 53 | 32 | 21  | 4  | 4  |
| 4                                                              | R. C. L'Hospitalet   | 30     | 14 | 6  | 0 | 8  | 266 | 296 | -30  | 33 | 28 | 5   | 1  | 5  |
| 5                                                              | Barcelona U. C.      | 29     | 14 | 6  | 0 | 8  | 296 | 328 | -32  | 38 | 44 | -6  | 3  | 2  |
| 6                                                              | C. R. San Roque      | 28     | 14 | 5  | 2 | 7  | 252 | 287 | -35  | 30 | 37 | -7  | 1  | 3  |
| 7                                                              | El Toro R. C.        | 16     | 14 | 3  | 1 | 10 | 243 | 446 | -203 | 23 | 60 | -37 | 0  | 2  |
| 8                                                              | CEU Barcelona        | 6      | 14 | 1  | 0 | 13 | 151 | 607 | -456 | 19 | 93 | -74 | 0  | 2  |
| Fuente: Federación Española de Rugby; actualización automática |                      |        |    |    |   |    |     |     |      |    |    |     |    |    |

#### Grupo C
|                                                                | Equipo                       | Puntos | J  | G  | E | P  | TF  | TC  | DT   | EF | EC  | DE  | BO | BD |
| -------------------------------------------------------------- | ---------------------------- | ------ | -- | -- | - | -- | --- | --- | ---- | -- | --- | --- | -- | -- |
| 1                                                              | C. R. Alcalá                 | 55     | 14 | 11 | 2 | 1  | 528 | 231 | 297  | 71 | 31  | 40  | 6  | 1  |
| 2                                                              | C. A. R. Coanda Sevilla      | 49     | 14 | 10 | 1 | 3  | 492 | 296 | 196  | 73 | 40  | 33  | 6  | 1  |
| 3                                                              | C. R. Majadahonda            | 44     | 14 | 9  | 1 | 4  | 536 | 302 | 234  | 73 | 40  | 33  | 5  | 1  |
| 4                                                              | U. R. Almería                | 37     | 14 | 7  | 0 | 7  | 527 | 358 | 169  | 79 | 47  | 32  | 6  | 3  |
| 5                                                              | C. D. Arquitectura           | 37     | 14 | 7  | 1 | 6  | 432 | 404 | 28   | 61 | 54  | 7   | 4  | 3  |
| 6                                                              | Olímpico de Pozuelo R. C.    | 26     | 14 | 5  | 1 | 8  | 334 | 381 | -47  | 48 | 52  | -4  | 2  | 2  |
| 7                                                              | Jaén Rugby                   | 15     | 14 | 3  | 0 | 11 | 246 | 556 | -310 | 31 | 80  | -49 | 2  | 1  |
| 8                                                              | Extremadura C. A. R. Cáceres | 6      | 14 | 1  | 0 | 13 | 164 | 731 | -567 | 19 | 111 | -92 | 0  | 2  |
| Fuente: Federación Española de Rugby; actualización automática |                              |        |    |    |   |    |     |     |      |    |     |     |    |    |

El U. R. Almería renuncia a su plaza de División de Honor B, por lo que el Extremadura C. A. R. Cáceres pasa a jugar la promoción.

## Fase de Ascenso

### Semifinales
| División de Honor B de España (Fase de Ascenso); 28 de abril de 2024 | A. D. Ing. Industriales Las Rozas | 22 - 21 | C. R. Liceo Francés | Campo de rugby El Cantizal, Madrid   |  |
|                                                                      |                                   |         |                     | Árbitro(s): Joaquín Santoro Ferreiro |  |

| División de Honor B de España (Fase de Ascenso); 27 de abril de 2024 | R. C. Valencia | 16 - 22 | Huesitos La Vila | Polideportivo Quatre Carreres, Valencia |  |
|                                                                      |                |         |                  | Árbitro(s): Ignacio Muñoz Martín        |  |

### Final
| División de Honor B de España (Fase de Ascenso); 12 de mayo de 2024 | A. D. Ing. Industriales Las Rozas | 20 - 25 | Huesitos La Vila | Campo de rugby El Cantizal, Madrid |  |
|                                                                     |                                   |         |                  | Árbitro(s): Eki Fanlo Antzin       |  |

| Por un resultado global favorable de 20 - 25: Asciende a la División de Honor para la temporada 2024-25: Huesitos La Vila |

## Cobertura de Plaza División de Honor B 2024-25
El sábado 21 de septiembre de 2024 se enfrentaron el Extremadura C. A. R. Cáceres y el San Isidro R. C. en el Campo de La Aldehuela (Salamanca) para conseguir la plaza en el Grupo C de la División de Honor B de la temporada 2024-25 que había renunciado el U. R. Almería.
| División de Honor B de España (Cobertura de Plaza); 21 de septiembre de 2024 | Extremadura C. A. R. Cáceres | 15 - 20 | San Isidro R. C. | Campo de La Aldehuela, Salamanca  |  |
|                                                                              |                              |         |                  | Árbitro(s): Alberto Díaz Camarero |  |